# Cotoneaster kaganensis
Cotoneaster kaganensis är en rosväxtart som beskrevs av Klotz. Cotoneaster kaganensis ingår i släktet oxbär, och familjen rosväxter. Inga underarter finns listade i Catalogue of Life.